# ليو أرواخو
ليو أرواخو (28 يونيو 1992 - ) هو لاعب كرة قدم برازيلي في مركز الدفاع.

## وصلات خارجية
- ليو أرواخو على موقع قاعدة بيانات كرة القدم.إي يو (الإنجليزية)
- ليو أرواخو على موقع Soccerway.com (الإنجليزية)